# Vouneuil-sous-Biard
Vouneuil-sous-Biard là một xã, tọa lạc ở tỉnh Vienne trong vùng Nouvelle-Aquitaine, Pháp. Xã này có diện tích 25,98 kilômét vuông, dân số năm 2006 là 4632 người. Xã nằm ở khu vực có độ cao trung bình 128 m trên mực nước biển. Dân địa phương danh xưng tiếng Pháp là Vouneuillois.

## Biến động dân số
| 1962                                         | 1968 | 1975 | 1982 | 1990 | 2006 | 2006 |
| -------------------------------------------- | ---- | ---- | ---- | ---- | ---- | ---- |
| 975                                          | 1065 | 1949 | 2859 | 3790 | 4126 | 4632 |
| Số liệu từ năm 1962: Dân số không tính trùng |      |      |      |      |      |      |